# Klemm L22
Die Klemm L22 war ein zweisitziges Versuchssportflugzeug, das Hanns Klemm in seinem privaten Versuchsbau in den Jahren 1927–1932 kontinuierlich weiterentwickelt hat.

## Geschichte
Die Klemm L22 war 1927 die erste Flugzeugentwicklung von Hanns Klemm außerhalb der Daimler-Motoren-Gesellschaft. Während sich die Leichtflugzeugbau Klemm GmbH (LFK) zunächst hauptsächlich auf die Serienprodukte Daimler L20 und Klemm Kl 25 konzentrierte, führte Hanns Klemm seine Forschungs- und Versuchsarbeiten zur Auslegung von Leichtflugzeugen auf privater Ebene außerhalb der LFK weiter. Hierzu richtete Hanns Klemm 1927 eine private Versuchswerkstatt ein.
Zunächst beschäftigte sich Hanns Klemm in seiner Versuchswerkstatt mit der Frage, wie die Flugleistungen seiner Leichtflugzeuge ohne stärkere und kostspieligere Motorisierung gesteigert werden können. Auf Basis der Daimler L20 entwarf Hanns Klemm dazu die Klemm L22, deren kantenloser, runder Rumpf und deren zweiholmiger, sperrholzbeplankter Trapezflügel im Gegensatz zur Ausgangsversion eine hohe aerodynamische Güte aufwies. Für Vergleichsflüge mit der Daimler L20 wurde die Klemm L22 ebenfalls mit einem Daimler-F7502-Motor ausgerüstet. Das Versuchsflugzeug entstand 1927 in der Versuchswerkstatt und wurde 1928 in der Klemm-Flugschule in Sindelfingen von Hermann Weller getestet. Bei Vergleichsflügen mit der Daimler L20 erreichte die Klemm L22 nur geringfügige Leistungsverbesserungen. Der aufwendig gestaltete Rumpf und Flügel waren für die von Hanns Klemm angestrebte, preisgünstige Serienproduktion zu komplex.
Für weitere Vergleichsflüge mit der weiterentwickelten Klemm Kl 25 erhielt die Klemm L22 1929 den 50 PS starken Salmson AD9. Über die Erkenntnisse des Vergleichsfliegens mit der Klemm L25 liegen keine Informationen vor. Allerdings entstand im Sommer 1929 aus der L25-Serienmaschine bei der LFK für den Europarundflug 1929 ein Wettbewerbsflugzeug Klemm L25E, das aerodynamisch grundlegend von Robert Lusser überarbeitet worden war und die Grundüberlegungen von Hanns Klemm aus der Klemm L22 weitgehend implementierte. Die Kabinenhaube und Fahrwerksverkleidung der Klemm L25E wurden später auch in der Klemm L22 eingebaut.
Anfang 1933 scheint die Klemm L22 als Wettbewerbsflugzeug für den österreichischen Sportflieger Siegmund von Josipovich mit einem Hirth HM 60 mit 60 PS ausgerüstet worden zu sein. Nach dem Umbau wurde das Flugzeug auf dem Stuttgarter Marktplatz der Öffentlichkeit als Klemm Kl22 präsentiert und als 500. Flugzeug aus Klemm-Produktion vorgestellt. Im Mai 1933 trat Josipovich mit der Maschine beim 1. Alpenflug 1933 an und belegte beim Rundflug den 1. Platz.
Weitere Informationen zum Verbleib der Klemm L22/Kl22 nach 1933 liegen nicht vor.
Vermutlich beabsichtigte Hanns Klemm, noch weitere Versuchsflugzeuge in seiner Versuchswerkstatt zu bauen, und hielt dafür die Typennummern L23 und L24 zurück. Über eine Verwendung dieser Typennummern gibt es keine Informationen. In der Versuchswerkstatt von Hanns Klemm entstanden nach der Klemm L22 keine weiteren Versuchsflugzeuge. Ab 1935 beschäftigte sich Hanns Klemm in der Versuchswerkstatt mit Fragen der Leimtechnik und des Teilschalenbaus.

## Technische Daten
| Kenngröße             | L22 (1928)                        | Kl22 (1933)                    |
| --------------------- | --------------------------------- | ------------------------------ |
| Besatzung             | 2                                 | 2                              |
| Rumpflänge            | 6,40 m                            | 5,70 m                         |
| Rumpfhöhe             |                                   |                                |
| Spannweite            | 12,00 m                           | 10,00 m                        |
| Flügelfläche          |                                   |                                |
| Leermasse             | 255 kg                            |                                |
| Startmasse            | 395 kg                            | 600 kg                         |
| Höchstgeschwindigkeit | 115 km/h                          | 200 km/h                       |
| Reichweite            |                                   |                                |
| Triebwerke            | ein Daimler F7502a, 20 PS (15 kW) | ein Hirth HM 60, 72 PS (53 kW) |